# Irina Aleksandrovna Grudzinskaya
Irina Aleksandrovna Grudzinskaya (1920-2012) foi uma botânica da Rússia que trabalhou em Cuba.

## Publicações
- Grudzinskaja, I. A. (1971). Novosti sistematiki vysshikh rastenii. Moscow & Leningrad.
- Borodina, A. E., Grubov, V. I., Grudzinskaja, I. A., Menitsky, J. L.  (2005). Plants of Central Asia: Plant Collections from China and Mongolia: 9